# Aricia graafii
Aricia graafii är en fjärilsart som beskrevs av Huell 1855. Aricia graafii ingår i släktet Aricia och familjen juvelvingar. Inga underarter finns listade i Catalogue of Life.